# Pygmaeascincus koshlandae
Espèce
Synonymes
- Menetia koshlandae Greer, 1991

Pygmaeascincus koshlandae est une espèce de sauriens de la famille des Scincidae.

## Répartition
Cette espèce est endémique du Queensland en Australie.

## Publication originale
- Greer, 1991 : Two new species of Menetia from northeastern Queensland, with comments on the generic diagnoses of Lygisaurus and Menetia. Journal of Herpetology, vol. 25, no 3, p. 268-272.